# فریفورم (شبکه تلویزیونی)
فریفورم (به انگلیسی: Freeform) یک شبکه تلویزیونی آمریکایی است که به شرکت ای‌بی‌سی خانوادگی جهان‌گستر تعلق دارد. این مجموعه همچنین یکی از شرکت‌های تابع گروه تلویزیون والت دیزنی است که با شرکت والت دیزنی ارتباط دارد. فریفورم به برنامه‌های معاصر و جوانانه می‌پردازد که می‌توان از جمله آن‌ها به مجموعه‌های تلویزیونی شبکه، فیلم‌های بلند و فیلم‌های تلویزیونی اشاره کرد.
در تاریخ ۱۲ ژانویه ۲۰۱۶، نام شبکه از ای‌بی‌سی خانوادگی به فریفورم تغییر یافت.